# Нора Ананиева
Нора Крачунова Ананиева е български политик, един от водачите на Българската социалистическа партия през 90-те години на 20 век. Тя е вицепремиер в правителствата на Андрей Луканов през 1990 година

## Биография
Нора Ананиева е родена е на 30 март 1938 година в Ловеч. Завършва Немска гимназия „Ернст Телман“ в Ловеч през 1957 година. Учи право в Софийския университет „Климент Охридски“, след което е чиновник в общината в София, като достига до поста секретар на Изпълнителния комитет на Столичния народен съвет. От 1960 година е член на Българската комунистическа партия.
От 1971 година Ананиева работи в Института за съвременни социални теории, където достига до длъжността заместник-директор (1989). Преподавател във Висшия икономически институт „Карл Маркс“, като през 1986 година оглавява катедра „Международни отношения“ и става професор.
След Ноемврийския пленум на ЦК на БКП през 1989 година Нора Ананиева става едно от новите лица във висшето ръководство на партията – от 1990 година е член на Висшия съвет, от 1991 година – Изпълнителното бюро. През февруари 1990 година е избрана за вицепремиер в първия, а през септември – и във втория кабинет на Андрей Луканов. През 1990 година става съпредседател на близкия до Българската социалистическа партия (БСП) Демократичен съюз на жените. След отстраняването на правителството на Луканов, Ананиева е председател на парламентарната група на БСП (1990 – 1994) и заместник-председател на Народното събрание (1994 – 1997).
След прекратяване на парламентарната си кариера работи като директор на „Център за исторически и политологически изследвания към ВС на БСП“.
Владее английски, немски и руски език. Омъжена, с едно дете.
Нора Ананиева умира  на 20 ноември 2021.